# ニヨワゾー
ニヨワゾー （Nyoiseau）は、フランス、ペイ・ド・ラ・ロワール地域圏、メーヌ＝エ＝ロワール県の旧コミューン。2016年12月15日、周辺の14のコミューンと合併しコミューン・ヌーヴェル（fr）であるスグレ＝アン＝アンジュー・ブルーとなった。

## 地理
ニヨワゾーはスグレン地方のコミューンであり、県道71号線沿い3kmにわたって並ぶ5つの村落から構成されている。
- ヴュー・ブールはスグレから6km離れており、コミューン役場と教会がある。
- ブレジュにはコミューンのスタジアムと採石場がある。
- ラ・ピソネは近年開発された住宅地。スグレまで約3kmとコミューンで最も近く、アンジェとレンヌを結ぶ県道775号線にも近い。
- ラ・ペルドリエールは住宅地および工業地。
- ル・ボワII、シャルモンは古い採掘場である。

## 由来
ニヨワゾーの語源は、6つの母音をそれぞれ含む最も短いものと認識されている（この法則にのっとった他の古いコミューンの名は、Royaumeix、Chaouilley、Pouillenayといずれも長い）。

## 歴史
少なくとも中世以来、ニヨワゾーではスレート石と鉄の採掘が伝統的に行われてきた。高アンジュー地方のスレート石と鉄の採掘地の中心、スグレ＝ニヨワゾー/ノワイヤン＝コンブレ盆地の一部であった。シェール川とロワール川の水運に近接していたことが、こうした活動の拡大に貢献することになった。

## 人口統計
| 1962年 | 1968年 | 1975年 | 1982年 | 1990年 | 1999年 | 2008年 | 2013年 |
| ------ | ------ | ------ | ------ | ------ | ------ | ------ | ------ |
| 1647   | 1594   | 1393   | 1368   | 1233   | 1275   | 1298   | 1240   |

参照元:1962年から1999年まで人口の2倍カウントなし。1999年までEHESS/Cassini、2004年以降INSEE

## 史跡
- ニヨワゾー修道院 - 現在は廃墟。1109年、ロベール・ダルブリセル（フォントヴロー修道院創設者）の同志で隠者サロモンが創設。ベネディクト会派。

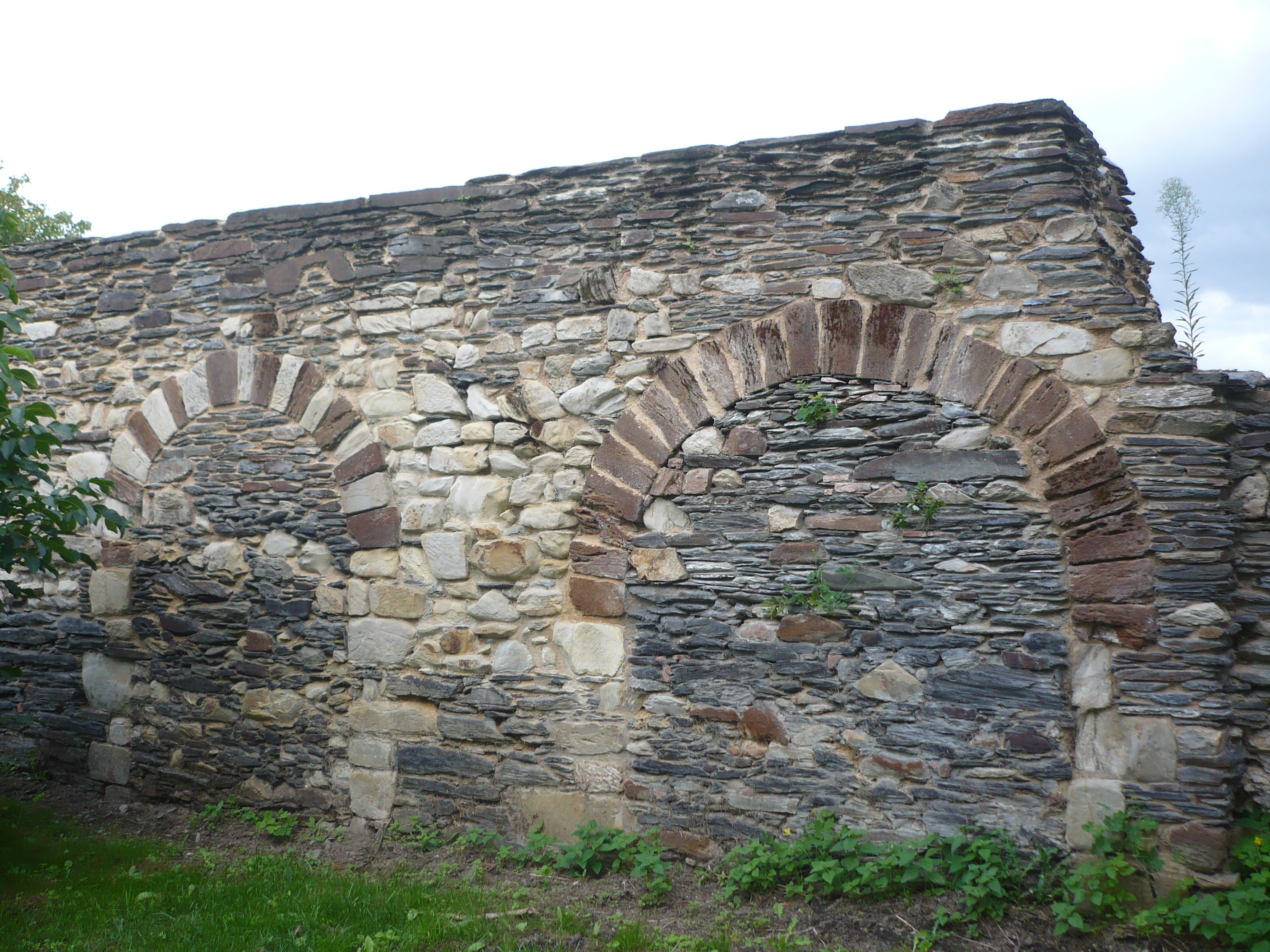
修道院